# Lira de Creta

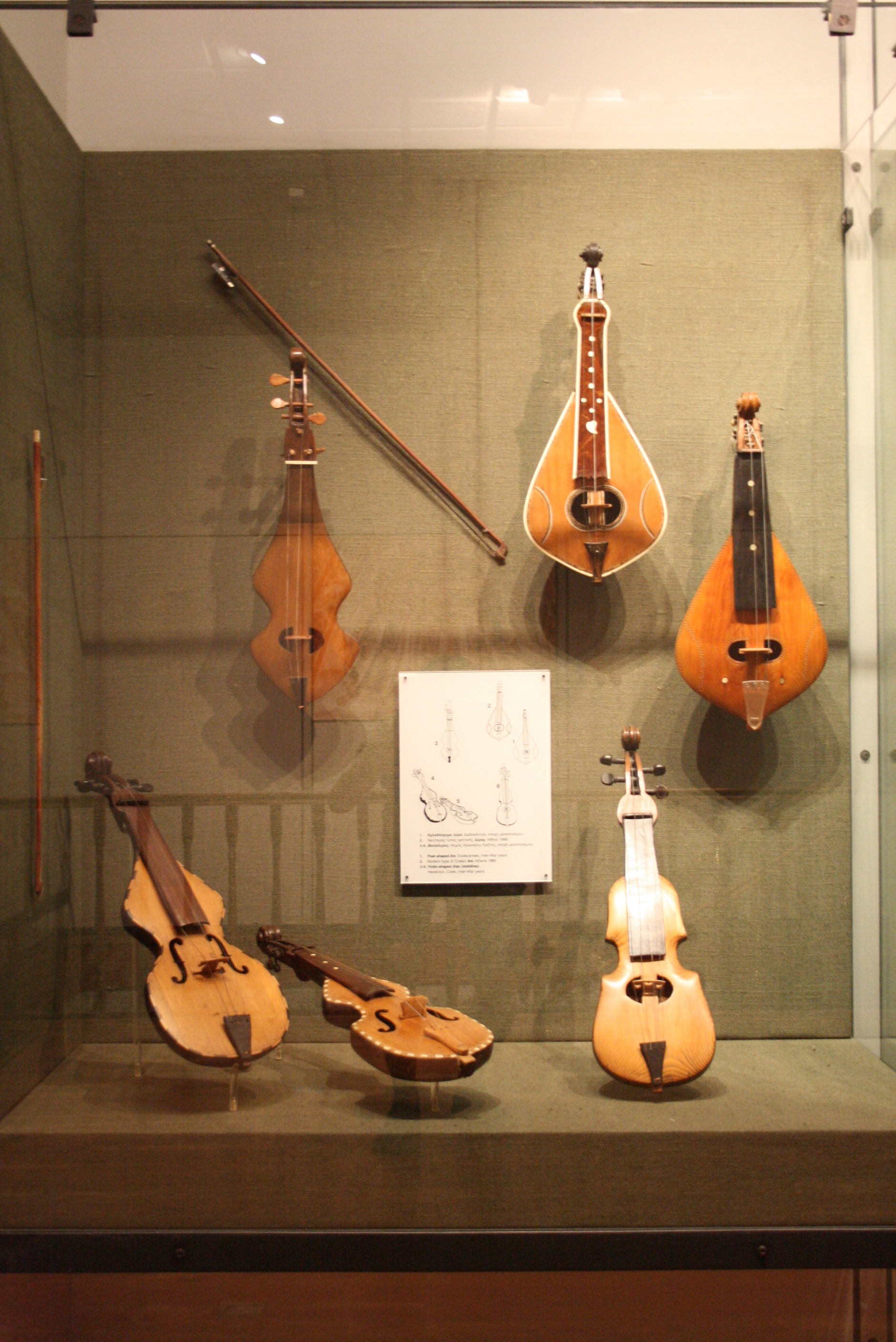
Varios modelos de lira de Creta en el Museo de Instrumentos Tradicionales Griegos, Atenas.

La lira de Creta (en griego: Κρητική λύρα) es un instrumento musical de cuerda frotada que tiene tres cuerdas de origen griego. Es un instrumento básico de la música tradicional de Creta y otras islas en el Dodecaneso y el archipiélago Egeo, en Grecia. La lira de Creta es considerada la forma popular sobreviviente de la lira bizantina medieval, una antecesora de los instrumentos de arco europeos. La caja de resonancia posee una forma de pera.

## Orígenes
La lira de Creta se encuentra muy relacionada con la lira de Bizancio de arco, antecesora de numerosos instrumentos de arco europeos y equivalente al rabāb que existía en los imperios islámicos de esa época (Baines Anthony, 1992). El geógrafo persa Ibn Khurradadhbih del siglo IX, en su discusión lexicográfica sobre instrumentos, cita a la lira como un instrumento típico de los bizantinos junto con el urghun (órgano), shilyani (probablemente un tipo de arpa o lira) y el salandj (probablemente una gaita) (Margaret J. Kartomi, 1990).
La lira bizantina se diseminó hacia el oeste por Europa con una evolución incierta; un ejemplo notable es la lira da braccio italiana, un instrumento de arco del siglo XV y posiblemente el predecesor del violín moderno. Instrumentos de arco similares a la lira de Creta u descendientes directos de la lira bizantina se han utilizado en numerosas regiones luego de Bizancio hasta la actualidad con solo pequeños cambios, por ejemplo la gadulka en Bulgaria, la lira de Calabria con arco en Italia y el kemenche clásico (Turco: Armudî kemençe, Griego: Πολίτικη λύρα) en Estambul, Turquía.

## Galería

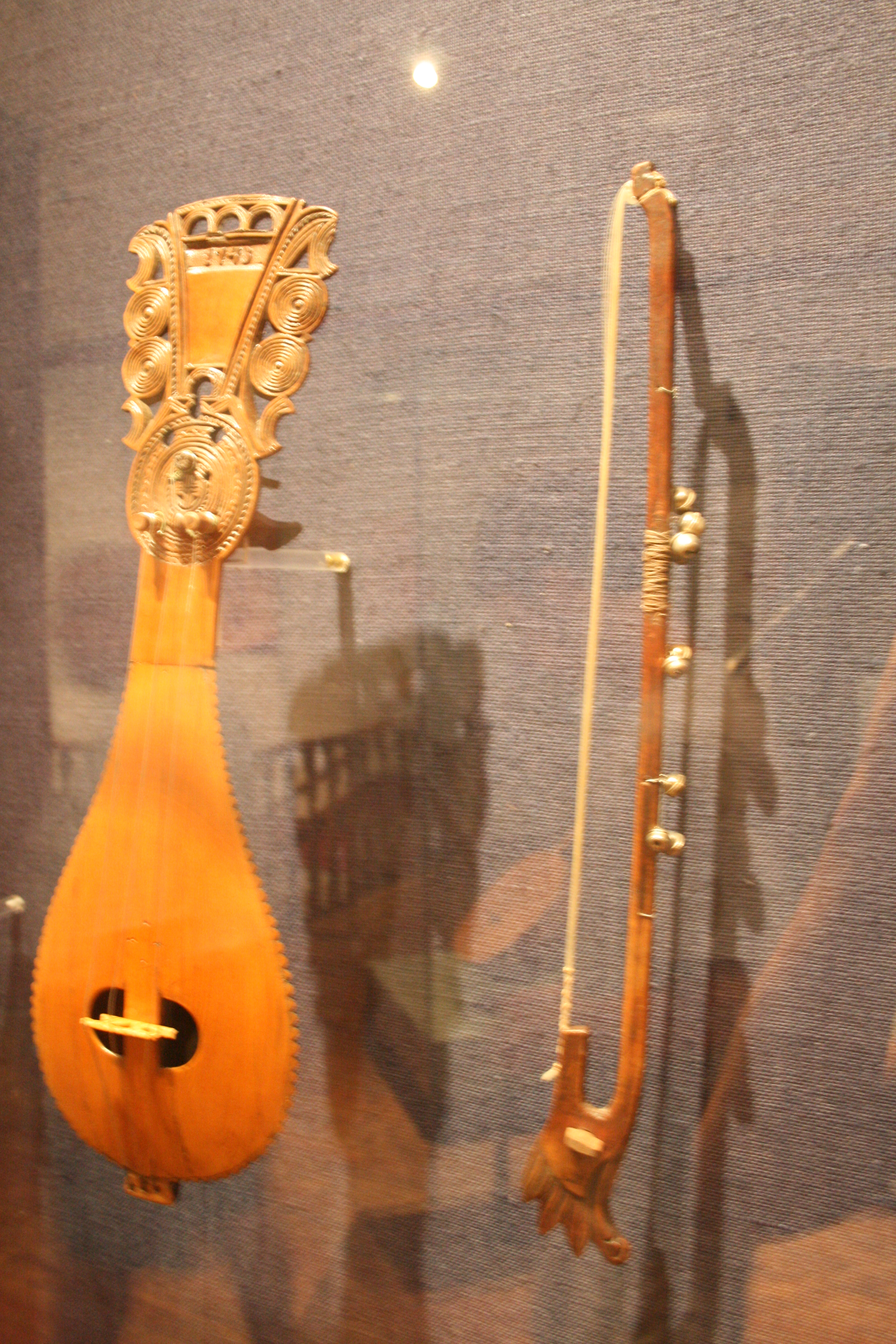
Lira de Creta - modelo antiguo (lyraki).
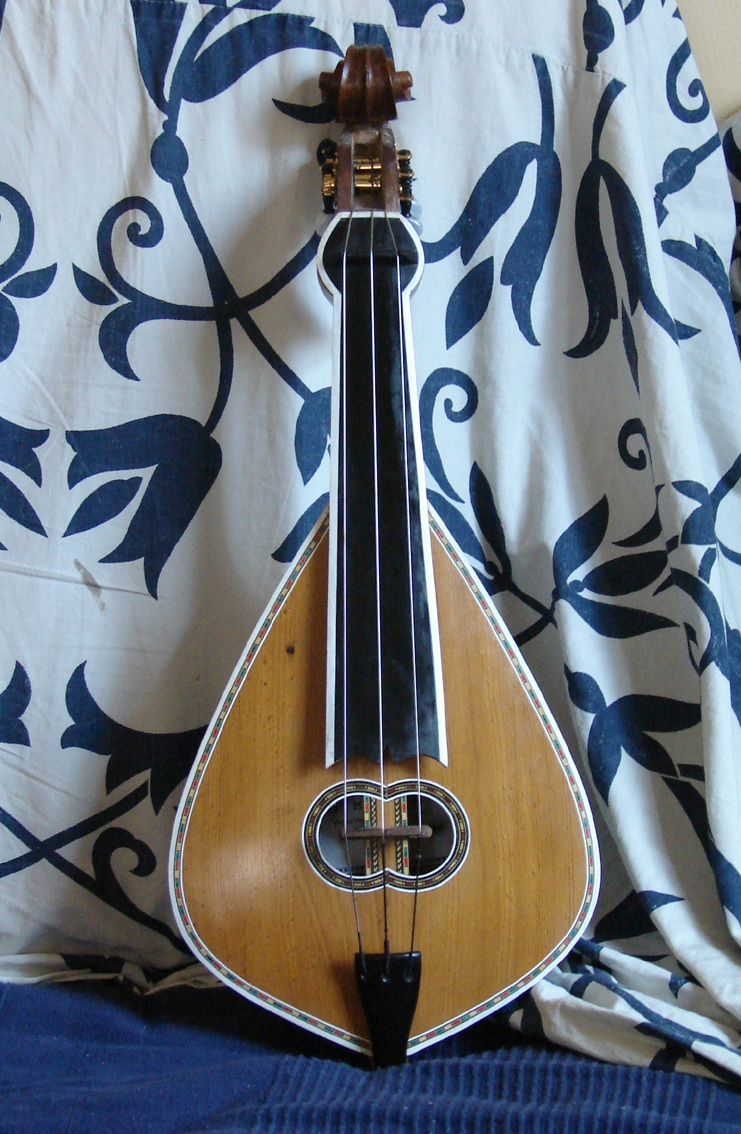
Lira de Creta - modelo común con posterioridad a 1940.
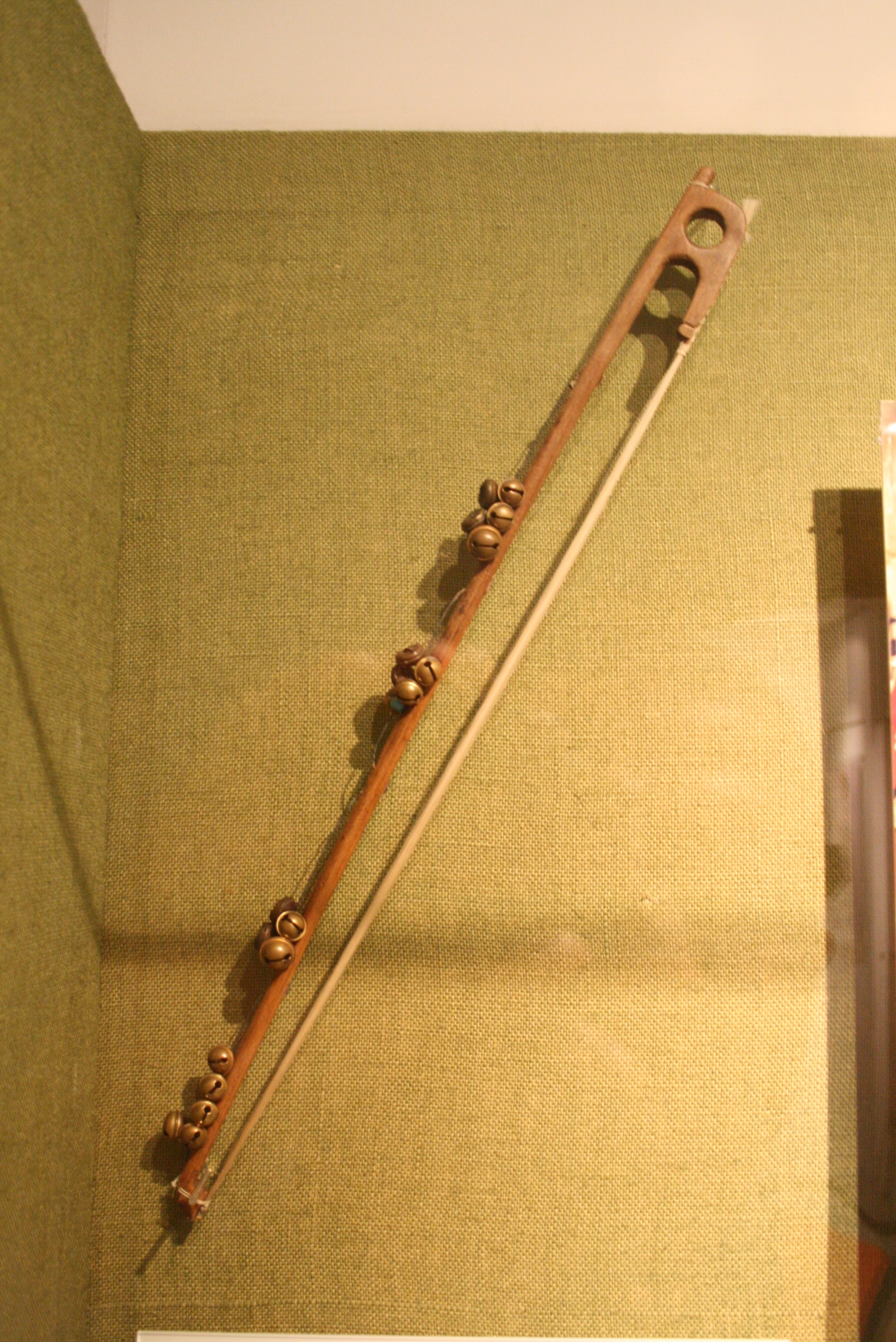
Arco con campanas esféricas (gerakokoudouna).
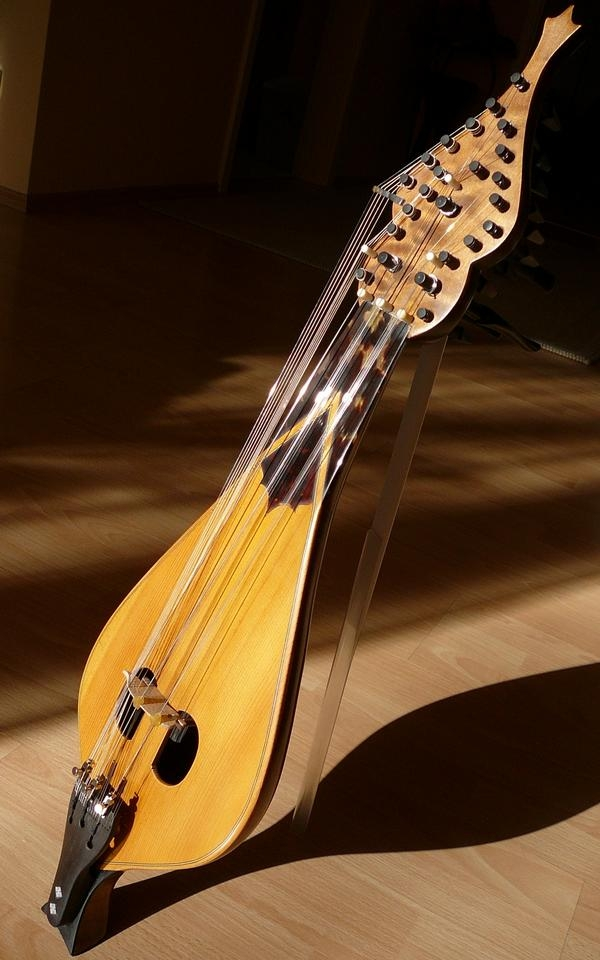
Lira de Creta con cuerdas simpatéticas, diseñada por Ross Daly.
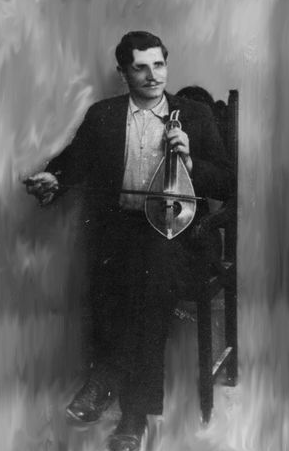
Kareklas (1893-1980).
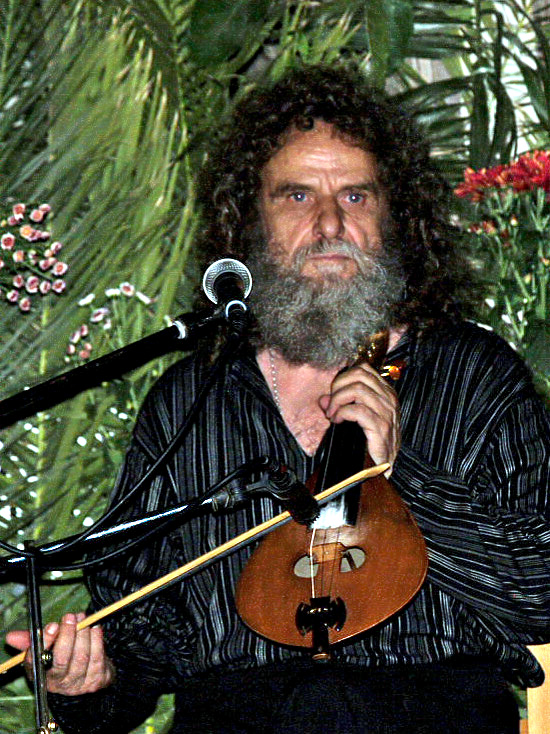
Psarantonis (1939-).

### Video
Psarantonis (nombre de nacimiento Antonis Ksylouris)
- Psarantonis - Zeus
- Psarantonis - Video de la década de 1970 filamdo en las montañas de Creta

Ross Daly
- Ross Daly - Tributo a Kostas Mountakis
- Ross Daly y Socrates Sinopoulis con varios tipos de liras de Creta

Kareklas (nombre de nacimiento Antonis Papadakis)
- Letzte Worte breve película de Werner Herzog (1968) con Kareklas

Andreas Rodinos
- Syrtos Apokoroniotikos

- Datos: Q369556
- Multimedia: Cretan lyra / Q369556